# 웨블리 에드워즈
웨블리 에드워즈(Webley Edwards, 1902년 11월 11일 ~ 1977년 10월 5일)는 시인, 작사가, 방송인, 영화평론가, 음악평론가 분야에서 모두 은퇴한 前 미국 정치가이다.

## 주요 경력
- 1925년 신문 기자 입문.
- 1926년 신문 기자를 그만두고 시인 첫 등단.
- 1928년 방송MC로 첫 입문.
- 1948년 영화평론가 첫 등단.
- 1949년 음악평론가 첫 등단.
- 1952년 문학과 방송 분야에서 모두 은퇴하고 정치가 전향.
- 1968년 정치 분야 은퇴.

## 학력
- 미국 Oregon(오리건) 주립대학교 법학과 학사

## 이외 이력
- 미국 Miami(마이애미) 대학교 겸임교수
- 미국 하와이주 무소속 상원의원

## 트리비아
그는 아직 시인으로 활동하던 시절 미국 가수 겸 작사가 및 영화배우 벌 아이브스(Burl Ives)가 불러 히트한 《Pearly shells》라는 곡의 노래 가사를 작사한 이로도 널리 잘 알려져 있다.